# Ruth von Ostau
Ruth von Ostau (verh. Ruth von Brandenstein; * 3. März 1899 in Ringelsdorf; † 31. Oktober 1966 in Berlin) war eine deutsche Schriftstellerin.

## Leben
Ruth von Ostau wurde auf dem Rittergut Ringelsdorf (in der Nähe von Genthin) als Tochter des Rittmeisters Heinrich von Ostau und seiner Frau Anna, geb. von Dewitz, geboren. Sie war die ältere Schwester von Joachim von Ostau (1902–1969), der unter anderem als Bühnenautor tätig war.
Nach der Scheidung ihrer Eltern (1905) wuchs sie im Rheinland auf. Am 10. Dezember 1920 heiratete sie Lothar von Brandenstein (1893–1953), der nach seiner Militärlaufbahn als Gutsbesitzer in Ober-Röhrsdorf, Niederschlesien (heute: Osowa Sień in Polen), lebte. 1930 debütierte Ruth von Brandenstein unter ihrem Geburtsnamen mit dem Lyrikband „Gedichte des Herzens“. Von Jan Koetsier (1911–2006) wurden diese Gedichte 1934 vertont.
Ruth und Lothar von Brandenstein hatten vier Töchter, darunter die Schriftstellerin Leonie Ossowski (1925–2019) und die Schauspielerin Yvonne Merin (1921–2012). Die Familie führte ein „großbürgerliches Haus“.
Wie Zeitzeugen berichten, stand Ruth von Brandenstein „aus ihrer humanistischen, politisch-liberalen Gesinnung dem Nationalsozialismus von Anbeginn strikt ablehnend gegenüber“. Über Erwin Planck (1893–1945), den Freund ihres Mannes, hatte Ruth von Brandenstein enge Kontakte zum Umfeld General Kurt von Schleichers (1882–1934), zu Carl Goerdeler (1884–1945) und zum Kreisauer Kreis. Nach ihrer Flucht aus Schlesien lebte Ruth von Brandenstein zunächst von 1946 bis 1955 in Mittelbiberach (Oberschwaben), dann in Köln und Berlin.

## Werk
Neben zwei Lyrikbänden hat Ruth von Ostau vor allem historische Erzählungen veröffentlicht. Ihre Kriegserfahrungen spiegeln sich auch in ihren nach 1945 entstandenen Texten, in denen sie u. a. über die „große Last der Schuld“ reflektiert und den Wunsch ausspricht, dass „aus Leid und Verzicht zukünftige Versöhnung entstehen kann“. Unter regionalem Aspekt („Literatur an der Oder“) ist seit 1989 das Interesse am Werk Ruth von Ostaus, vor allem von polnischer Seite, wieder neu erwacht.
- Gesichte des Herzens (Gedichte, Weimar 1930)
- Fraustädter Totentanz (Erzählung, Breslau 1934)
- Morgen muss ich fort von hier (Erzählung, Bielefeld 1938)
- Sommer der Versuchung (Erzählung, Bielefeld 1939)
- Adgive unter den Menschen (Romanfragment, Bielefeld 1942)
- Sonett der Jungen / Sonett der Alten (Berlin 1946)
- Fräuleinsgang (Novellen, Konstanz 1948)
- Flüchtlingsgedichte (Gedichte, Konstanz 1948)
- In drei Tagen (Novelle, Konstanz 1949)
- Der große Umweg (Erzählung, Frankenberg-Eder 1950)
- Der Hengstreiter (Erzählung, Detmold 1950)
- Das Haus an der Wende (Erzählung, Gütersloh 1951)
- Fraustadt und das Fraustädter Ländchen (vervielfältigtes Manuskript eines Rundfunkvortrags, 1952)
- Brautschau im Herbst (Erzählung, Stuttgart 1953)
- Der Silberpage (Erzählung, Stuttgart 1954)
- Sola gratia (Erzählung, Stuttgart 1954)
- Herbst am Federsee (Erzählung, Rothenburg ob der Tauber 1955)
- Mansardengeschichte (Erzählung, Gütersloh 1957)
- Die Adventssänger (Erzählungen, Wuppertal-Barmen 1966)

## Vertonungen
- Koetsier, Jan: Gesichte des Herzens (Ruth von Ostau), op. 7, für gemischten Chor und Klavier (1934/1984).